# Vesicaperla eylesi
Vesicaperla eylesi är en bäcksländeart som beskrevs av Mclellan 1977. Vesicaperla eylesi ingår i släktet Vesicaperla och familjen Gripopterygidae. Inga underarter finns listade i Catalogue of Life.